# Орєхова Дарія Володимирівна

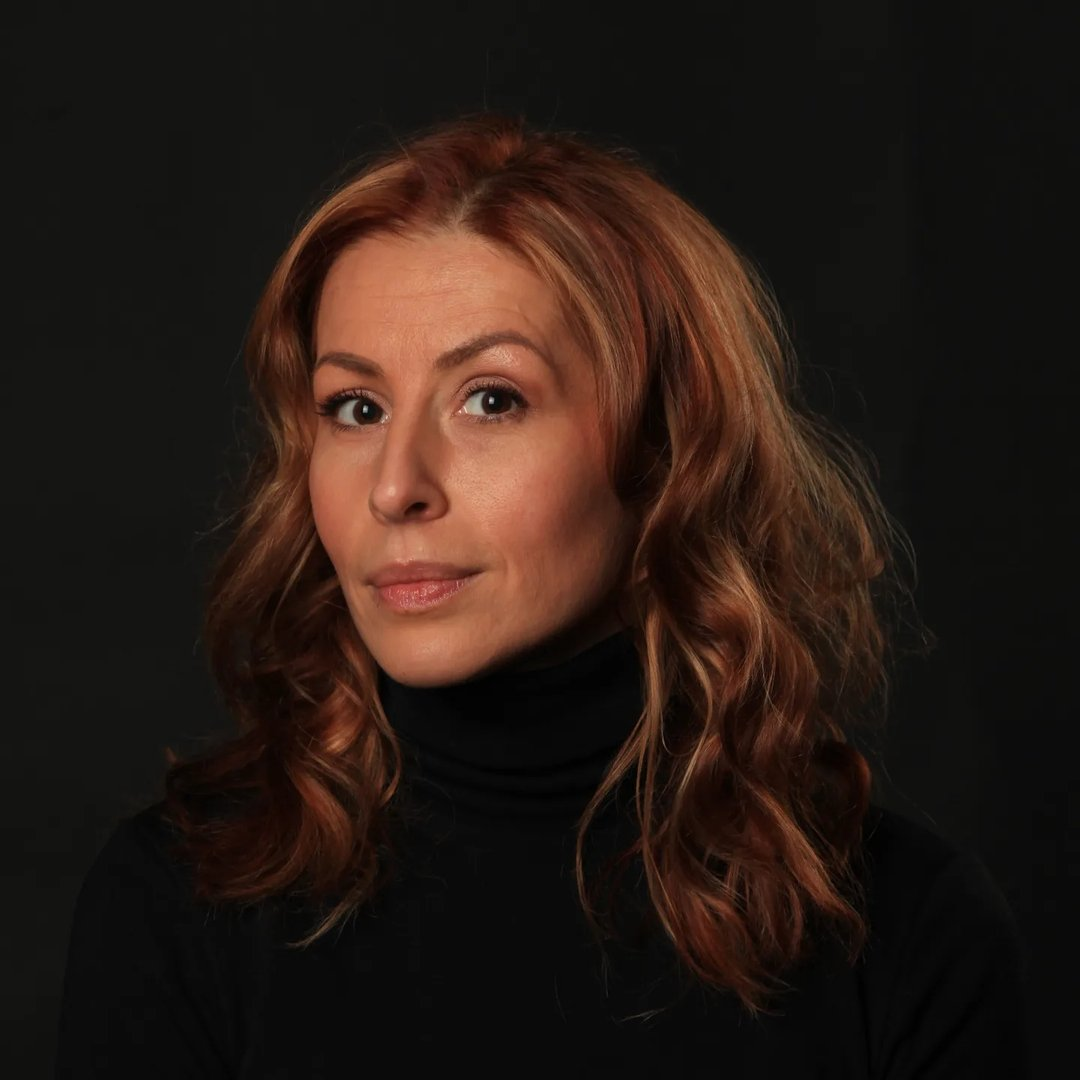
Дарія Орєхова

Да́рія Володи́мирівна Орє́хова (12 жовтня 1982, Берлін, НДР) — українська акторка театру та кіно.

## Творчий шлях
2000 - 2003 Київське обласне училище культури та мистецтв. 
2003 - 2006 Харківська Державна академія культури.
2003 - 2006 - акторка харківських театрів «Мадригал» та «Котелок».
2007 - акторка київського «Вільного театру». 
2010 - акторка театрального центу "Пасіка" вистви «Трюча» (автор п'єси Володимира Снігурченко, режисер — Олена Шумейко-Роман)
2011 - акторка театру "Арабескі" та Studio teatralne Kolo (Польща), спільний проєкт Польсько-Української вистави "Бляха Муха" (автор п'єси  Станіслав Віткаци)
2023  - акторка театру "Актор".

## Вистави
- 2003 - театр «Мадригал» рок-опера «Біла ворона», вистава «Королівські ігри» м. Харків
- 2004 - театр «Котелок» імерсивна вистава "Країна Достоєвського" м. Харків
- 2008 - "Королева краси", "Перший чоловік" м. Харків
- 2005 - студія «Гілель» пластична вистава «Аліса в Задзеркаллі» за Льюїсом Керролом
- 2007 - Київський Вільний театр вистава «Чайка на ім'я Джонатан» за Річардом Бахом
- 2011 - театр "Арабєскі", Studio teatralne Kolo (Польща), спільний проєкт Польсько-Українська вистава "Бляха Муха"
- 2016 - театральний центр "Пасіка" вистава "Трюча", "Коли нема чого втрачати"
- 2023 - Театр "Актор". Вистава "Ніч перед Різдвом", "За двома зайцями"

## Фільмографія
- 2007 - т/ф «Охламон» ( Клара, співачка)
- 2007 - т/с «Адреналін. Один проти всіх»
- 2007 - т/с «Хороші хлопці» (Ірина Валова, тренер з рукопашного бою)
- 2008 - т/с «Сила тяжіння»
- 2008 - т/ф «Казка про чоловіка та жінку»
- 2008 - т/ф «Абонент тимчасово недоступний» ( лінійна роль)
- 2008 - т/ф «Втеча з „Нового життя“»
- 2009 -  «Вихід»
- 2009 - «Свати 2»
- 2009 - т/с «По закону» (серія «Люся – рожеве поросятко»)
- 2009 - т/с «Коли на південь відлетять журавлі»
- 2010 - т/с «Маршрут милосердя»
- 2010 - х/ф «Поручик Ржевський проти Наполеона»
- 2010 - т/с «Доярка з Хацапетовки 3»
- 2011 - т/с «Ластівчине гніздо»
- 2011 - т/с «Порох і дріб»
- 2011 - «Ворон» (короткометражний фільм із циклу «Україно, ґудбай!»)
- 2013 - т/с "Лабораторія кохання"
- 2015 - т/с "Територія сна"
- 2015 - т/с "Відділ 44" (серія "Утопленник")
- 2016 - т/с "Чуже життя"
- 2016 - т/ф "Три дороги"
- 2016 - т/ф "Полузахисник"
- 2017 - т/с "Лікар Ковальчук" ( 1 сезон, 35 серія)
- 2018 - т/с "Пес" (4 сезон, серія "Обережно Моніка")
- 2018 - т/с "Коли ми вдома" 5 сезон, 15 серія
- 2018 - т/с "Мінтівські війни. Харків"
- 2018 - т/с "Опер за викликом" (2 сезон, 19 серія)
- 2018  т/с «Виходьте без дзвінка» — Анастасія
- 2018 - т/с "Дзвонар" (12 серія)
- 2019 - т/с "Нюхач" (4 сезон, 1 серія)
- 2019 - т/с "Тайсон" ( 1 серія )
- 2020 - т/с "Речовий доказ" (лінійна роль,криміналістка)
- 2021 - т/с "Слід"
- 2022 - т/с "Плут" (2 сезон, 6 серія)
- 2023 - т/ф "Коло омани" (12-14 серія)
- 2023 - т/с "Ловець снів" (серія "Гострі почуття")
- 2024 - т/с "ДВРЗ Повітряна тривога" (2 серія)
- 2024 - т/с "Лікарка за покликанням" (1 серія )
- 2024 - т/с "КОД" (серія "Камера. Мотор. Труп")
- 2024 - т/с "ДРОН" (серія "Черепахова шпилька")

- Дарья Орехова — Психо Дель Арт [Архівовано 4 березня 2016 у Wayback Machine.] (рос.)
- Дарья Орехова — Кино-Театр.РУ [Архівовано 25 жовтня 2013 у Wayback Machine.] (рос.)